# 狭間善徳
狭間 善徳（はざま よしのり、1964年5月12日 - ）は、兵庫県明石市出身（熊本県生まれ）の日本の高校野球指導者。

## 経歴
明石市立花園小学校時代に長嶋茂雄に憧れ、野球を始める。その後は明石市立望海中学校に進学。
17歳の頃に高校野球の指導者を志したという。
明石南高校、日本体育大学では内野手として、プレー。大学時代には保健体育科の教員免許も取得している。
日体大卒業後の3年間は一般企業にてサラリーマンとして勤務。
その後は1988年に明石南高校、1989年に高砂南高校で講師や野球部のコーチを務める。
1993年からは明徳義塾中学校・高等学校のコーチや監督に就任する。中学校軟式野球部の指導者として、軟式野球の全国大会で4度優勝している。明徳義塾のコーチ当時から同校硬式野球部の監督であった馬淵史郎を恩師と仰いでいる。
2006年からは明石商業高校のコーチ、翌年8月からは監督に就任。赴任当初の明石商業高校は弱小チームであり、何も揃っていなかったが、その後の狭間の指導で、甲子園には春3度、夏に2度出場し、兵庫県のみならず全国有数の強豪に育て上げている。2019年の第101回全国高等学校野球選手権大会では、公立校としては1983年の池田高校以来となる春夏連続ベスト4入りを果たしている。同大会では、自らの率いる明石商業と、馬淵監督の率いる明徳義塾が揃って甲子園に出場し「師弟対決」の可能性が浮上した。狭間自身は「師弟対決」を熱望したが、2回戦で明徳義塾が智辯和歌山に敗れ、「師弟対決」実現はならなかった。

## 著名な教え子

### 明徳義塾中
- 田中大二郎
- 笠原将生

### 明石商業高
- 松本航
- 山﨑伊織
- 水上桂
- 中森俊介
- 来田涼斗